# Жидово (Вжесінський повіт)
Жидово (пол. Żydowo) — село в Польщі, у гміні Колачково Вжесінського повіту Великопольського воєводства.
Населення — 174 особи (2011).
У 1975-1998 роках село належало до Познанського воєводства.

## Демографія
Демографічна структура станом на 31 березня 2011 року:
|          | Загалом | Допрацездатний вік | Працездатний вік | Постпрацездатний вік |
| -------- | ------- | ------------------ | ---------------- | -------------------- |
| Чоловіки | 94      | 24                 | 64               | 6                    |
| Жінки    | 80      | 11                 | 53               | 16                   |
| Разом    | 174     | 35                 | 117              | 22                   |